# Bannikuppe, Chik Ballapur
Bannikuppe là một làng thuộc tehsil Chik Ballapur, huyện Kolar, bang Karnataka, Ấn Độ.